# Весела Ножарова
Весела Ножарова е български изкуствоведка и кураторка. Работи в областта на съвременното изкуство.

## Биография
Родена е през 1974 г. в Благоевград. Има магистърска степен по история на изкуството в Националната художествена академия в София. Работи в Съюза на българските художници, в галерия „Ирида“ и „Ата“ – център за съвременно изкуство. От 2003 до 2006 г. е програмен мениджър за визуални изкуства в Център за култура и дебат „Червената къща“. През 2007 г. е кураторка на българското национално участие в 52-рото Венецианско биенале за съвременно изкуство, а през 2008 г. – асистент-кураторка на 11-ото Архитектурно биенале във Венеция. Работи като кураторка на галерия Credo Bonum, София.

## Книги
Авторка е на книгата „Въведение в българското съвременно изкуство 1982 – 2015“ (2018).